# 남승룡
남승룡(南昇龍, 1912년 11월 23일~2001년 2월 20일)은 대한민국의 체육인으로  호는 호회(湖淮)이다. 일제강점기 당시 육상 선수로 활동했으며 주 종목은 마라톤이다. 1936년 하계 올림픽에 참가하여 마라톤 경기에서 동메달을 획득했다. 그는 한국인이었으나 당시 대한민국은 일제강점기 시기였기 때문에 일본어 이름인 난 쇼류(일본어: 南 昇竜, なん しょうりゅう)라는 이름을 쓰고 일본 국가대표 선수로 출전해야 했다 

## 생애
본관은 영양(英陽)이며 일제강점기 전라남도 순천(지금의 대한민국 전라남도 순천시)에서 출생한 남승룡은 일본 메이지 대학에서 학사 학위를 취득하였다.
순천공립보통학교 6학년 시절이던 1924년에 조선신궁대회 마라톤에서 2위를 차지하며 육상 선수의 자질을 드러내었고 이후 경성 양정고등보통학교에 진학하였으나 전퇴 이후 1927년 일본 유학을 하여 1931년에 일본 도쿄 아사부 상업중학교를 졸업하였고 이후 일본 메이지 대학 철학과에서 학사 학위 취득하였다. 
1932년 전일본마라톤선수권과 1933년 극동 선수권에서 잇달아 우승했으며, 일본건국기념 국제마라톤에서는 1934년과 35년 연거푸 1위를 차지했다. 그 후 올림픽 대표 선발전에서 손기정을 제치고 1위로 뽑혀 참가한 1936년 베를린 올림픽에서는 2시간 31분 42초의 기록으로 동메달을 땄다. 로마자 표기는 이름을 일본식으로 읽은 난 쇼류(Nan Shoryu)를 사용했다. 당시 1위는 손기정이었다. 훗날 그는 손기정이 월계수로 일장기를 가릴 수 있다는 게 그가 금메달을 딴 것보다 더욱 부러웠다고 회고하였다.
그는 대한 육상 경기 연맹 이사를 지냈고, 전남대학교 교수를 역임했다.

## 에피소드

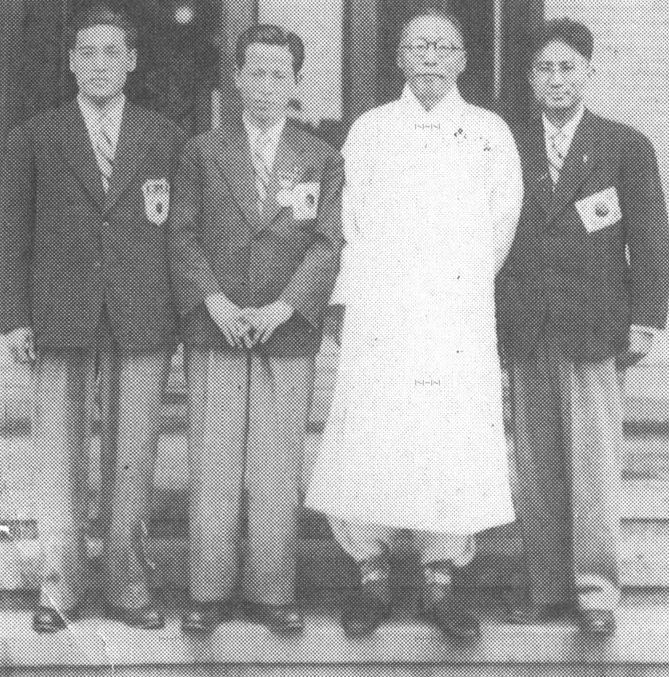
1947년 보스턴 마라톤 대회 이후 경교장에서 기념사진. 왼쪽부터 손기정, 서윤복, 김구, 본인(남승룡)

1947년 보스턴 마라톤 대회가 끝난 당시 미 군정 조선 서울 소재 경교장에서 김구 선생, 그리고 오랜 지기지우 손기정 등과 함께 서윤복 등을 격려하였다.

## 기록
- 제20회 일본 선수권 마라톤 2위 (2시간 32분 33초. 1933. 11. 3.)
- 제11회 베를린 올림픽 마라톤 파견 최종 선발전 1위 (2시간 36분 05초. 1936. 5. 21.)
- 제11회 베를린 올림픽 마라톤 동메달 (2시간 31분 42초. 1936. 8. 9.)
- 1947년 보스턴 마라톤 대회 12위 (2시간 40분 10초 .1947. 4.)

## 학력
- 전라남도 순천보통학교 졸업
- 경성 양정고등보통학교(前) → 경성 협성고등실업학교(前) → 일본 도쿄 아사부 상업중학교
- 일본 메이지 대학교 철학과 학사

## 기타 이외 이력
- 前 전남대학교 교수

## 서훈
- 국민훈장 모란장

## 같이 보기
- 일장기 말소 사건